# Kislar-Aga
Kislar-Aga (tyrkisk: : Kızlar Ağası, "Pigernes Herre") var titlen på den sorte eunuk, der havde overopsynet med alle i Det osmanniske harem. 
Navnlig i ældre tid, hvor haremsintrigerne ofte var de afgørende faktorer i det osmanniske riges politik, var Kislar-Aga i besiddelse af stor indflydelse. Kislar-Aga tituleredes "Hans Højhed" og havde som serailets øverste embedsmand rang med en storvesir.